# Zalman David Levontin

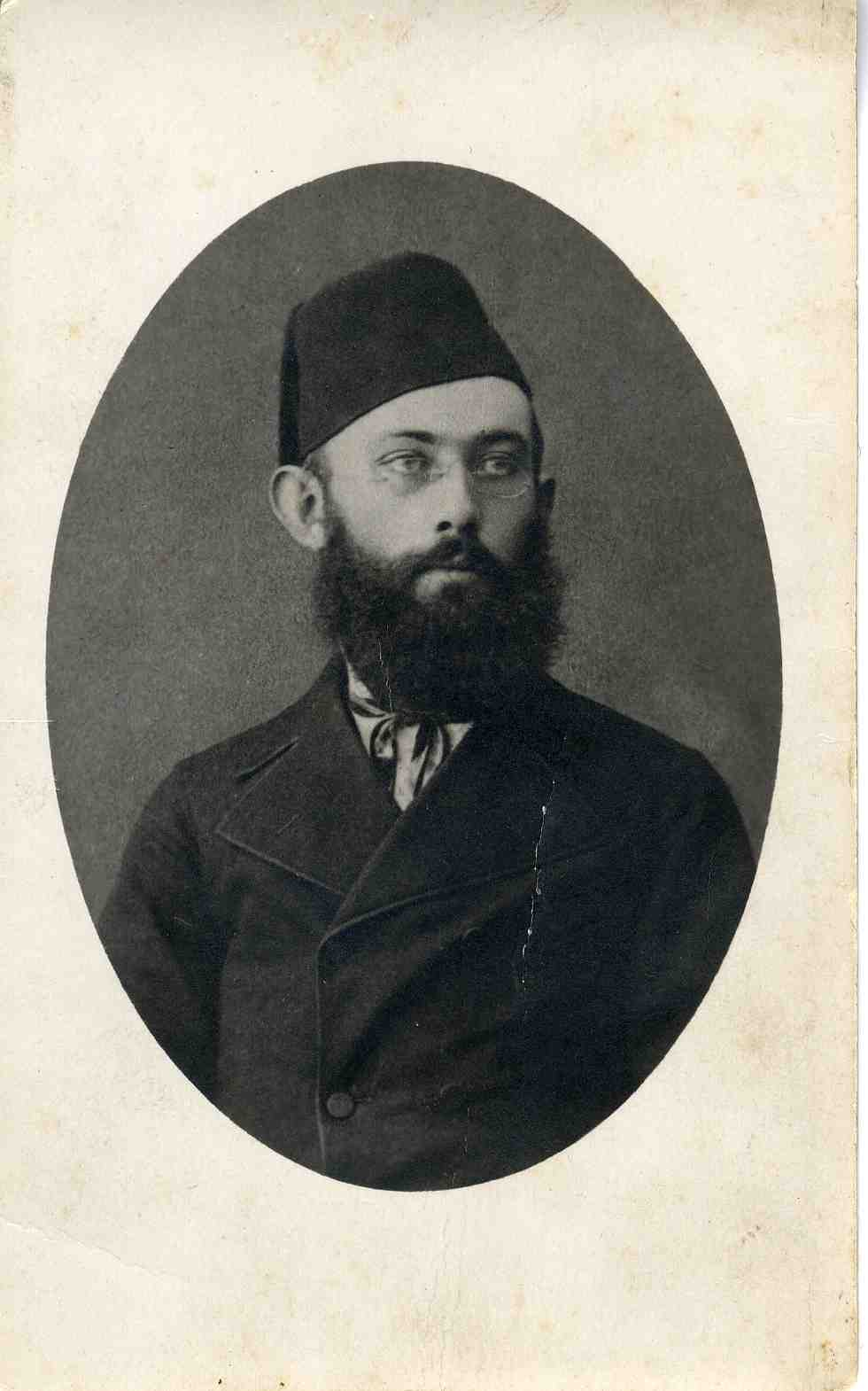
Zalman David Levontin (vor 1901)

Zalman David Levontin (auch: Salman Lewontin etc.; geboren 1856 in Orscha, Gouvernement Mogiljow, Russisches Kaiserreich, heute Belarus; gestorben 19. Juni 1940 in Tel Aviv) war russisch-jüdischer Zionist und Finanzexperte, zuvor Mitglied der Chowewe Zion und 1882 einer der Gründer von Rischon le-Zion.
Geboren und aufgewachsen in Russland, wurde Zalman Levontin später Geschäftsmann und Bankier. 1901 machte ihn Theodor Herzl zu einem der Manager des Jewish Colonial Trust. Die Hauptaktivitäten des Trust wurden von der Anglo-Palestine Bank, die von Herzl und Levontin am 27. Februar 1902 als Tochtergesellschaft mit Namen Anglo-Palestine Company (APC) gegründet worden war, ausgeführt.
Ihr Anfangskapital betrug nur 40.000 Pfund. 1903 wurde die erste Filiale in Jaffa eröffnet, der Zalman Levontin vorstand und die sich bald als zuverlässige und vertrauenswürdige Institution einen Namen machte. Geschäftliche Transaktionen und Profit waren nicht ihr eigentliches Ziel. In den frühen Jahren unterstützte die Bank zionistische Aktivitäten wie Landerwerb, Importe, Erhalt von Konzessionen etc. In Jerusalem, Hebron, Safed, Tiberias, Gaza und Beirut, dem damaligen wirtschaftlichen Zentrum der Region, wurden Filialen eröffnet. Die Anglo-Palestine Bank gab Kredite und langfristige Anleihen an Moschawot und Bauern. Sie half beim Bau der ersten 60 Häuser in Tel Aviv.
Von 1903 bis 1924 war Zalman Levontin Manager der Anglo-Palestine Bank in Jaffa, der Vorläuferin der Bank Leumi Le-Israel.
Bereits früh hatte er seine Fähigkeiten in den Dienst der zionistischen Bewegung gestellt, und es war ihm gelungen, ein großvolumiges finanzielles Angebot auf die Beine zu stellen, um dem Sultan ein Einwilligen in die jüdischen Kolonisationspläne schmackhaft zu machen. Levontin war im März 1902 von Herzl gebeten worden, Kreditbriefe über drei Millionen Francs vorzubereiten; er sollte dazu die Gelder sammeln, die der zionistischen Bewegung auf der ganzen Welt zur Verfügung standen. Levontin brachte es fertig, die Kreditbriefe in nur einem Tag ausstellen zu lassen und sie zur Sitzung des Großen Aktionskomitees zu bringen, die im März 1902 in Wien stattfand.
Seine Leistung wird auch nicht dadurch gemindert, dass der Sultan auf das Angebot Herzls beziehungsweise der zionistischen Bewegung nicht mehr einging, weil in Konkurrenz zu den Zionisten andere Financiers, nämlich die französischen Politiker Ernest Constans (der seinerzeitige Botschafter bei der Pforte) und Maurice Rouvier (Rouvier war seit dem 7. Juni 1902 erneut französischer Finanzminister, was laut Herzl die strategische Position der Türkei noch verbesserte), das Geschäft machten, das vorgeblich dazu dienen sollte, das Osmanische Reich vor dem finanziellen Ruin zu bewahren, tatsächlich aber den Sultan um 1,6 Mio. Pfund teurer zu stehen kam als das Angebot der Zionisten. Offensichtlich waren die französischen Bestechungsgelder, die diesen Deal gelingen ließen, höher gewesen.
Herzl schrieb dazu in sein Zionistisches Tagebuch (14. März 1902):
Offenbar hat der Sultan aus meiner Anwesenheit Capital geschlagen. Ich war der Jud, den man kommen ließ, um die anderen Mitbewerber schmiegsamer zu machen. Es ist vollbracht […] Ich habe nur die blasse Satisfaction, dass der Türke von den französischen Gaunern fürchterlich über die Ohren gehaut werden wird.
Und später, das Geschehene noch einmal reflektierend (5. August 1902):
Dieses politisch-finanzielle Kapitel am Bosporus, in das ich nahezu hineingespielt habe, ist doch ein recht curioses Stück Geschichte. Die französischen Politiker Constans und Rouvier – les républicains d'affaires! – haben für ihre eigene Tasche, die Deutschen hingegen für das Reich ein Geschäft gemacht. Denn durch die Unification, an der die Constans-Rouvier Compagnie Börsengewinne macht, werden türkische Einnahmen frei, welche die Bagdadbahn garantiren u. das ist deutscher Einfluss. So hat die deutsche Politik den Vertretern Frankreichs ein Trinkgeld aus der Tasche des Sultans gezahlt für die Unterstützung von Interessen, die jeder französische Patriot bekämpfen muss! Und diese Gesellschaft sieht auf uns Juden herab.

## Werk
- le-eretz avotenu (Zum Land unserer Väter), 3 Bde., Tel Aviv 1924–1928